# 笠岡站

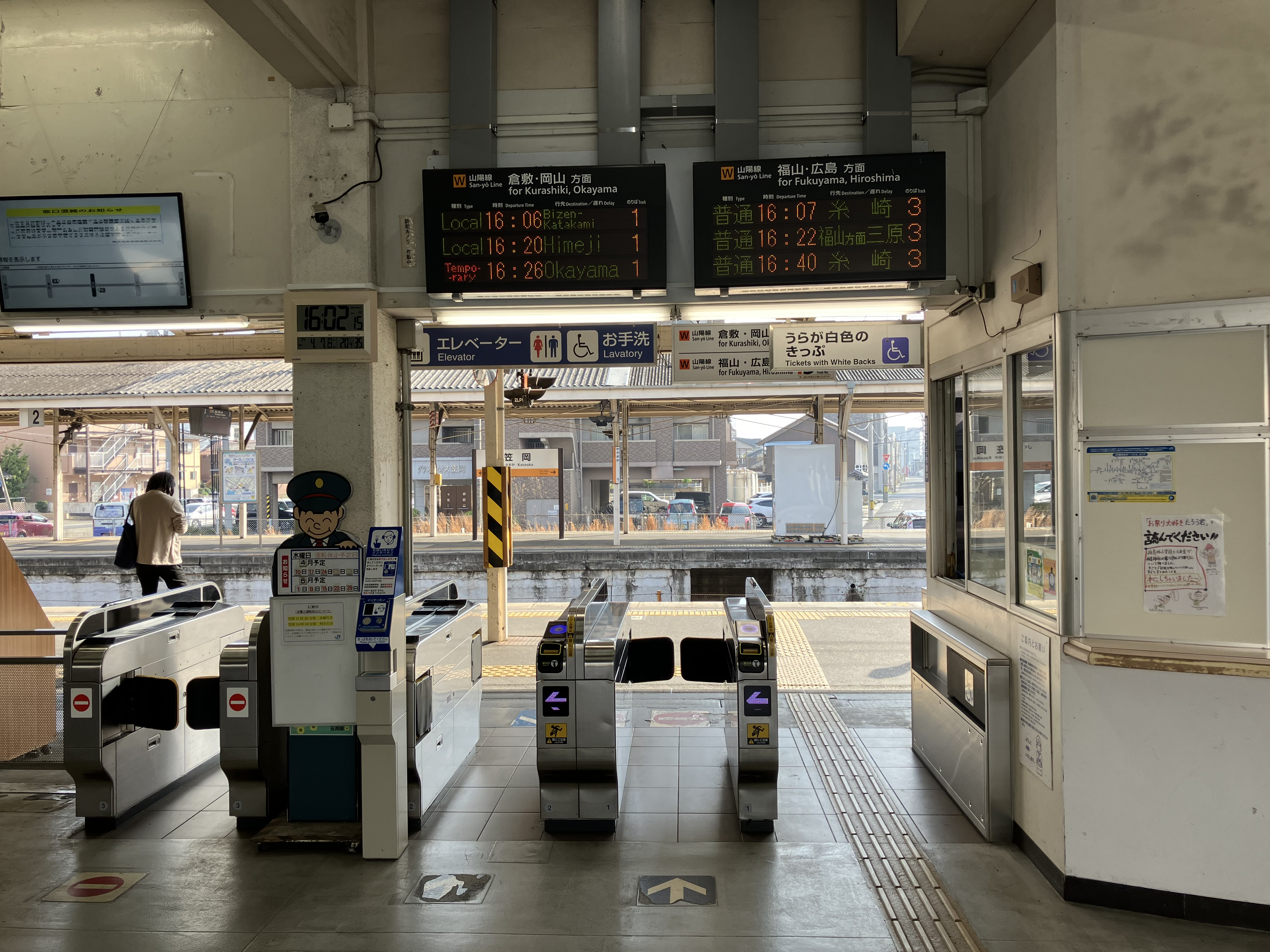
驗票口(2024年4月)

笠岡站（日语：／ Kasaoka eki */?）是位於岡山縣笠岡市笠岡，西日本旅客鐵道（JR西日本）山陽本線的車站。此站為山陽本線中，岡山縣最西邊的車站。所有快速「太陽快車」均停站。

## 歴史
- 1891年（明治24年）
  - 7月14日 - 山陽鐵道倉敷站至此站開業，此站啟用。為旅客、貨運車站。
    - 當時車站位於岡山縣小田郡笠岡村笠岡。

  - 9月11日 - 山陽鐵道此站至福山站開業。
  - 10月23日 - 笠岡村實施町制成為笠岡町，車站位於岡山縣小田郡笠岡町笠岡。
- 1906年（明治39年）12月1日 - 山陽鐵道國有化（日语：鉄道国有法），成為官設鐵道車站。
- 1909年（明治42年）10月12日 - 制定路線名稱。成為山陽本線車站。
- 1913年（大正2年）11月17日 - 井笠鐵道（日语：井笠鉄道）本線開業，井笠鐵道的車站啟用(車站位於現時山陽本線1號月台的對面，為4號月台)。
- 1952年（昭和27年）4月1日 - 隨著笠岡市成立，車站位於岡山縣笠岡市笠岡。
- 1971年（昭和46年）4月1日 - 井笠鐵道本線廢止，井笠鐵道車站廢止。
- 1983年（昭和58年）12月25日 - 終止貨物起卸業務。
- 1987年（昭和62年）4月1日 - 伴隨國鐵分割民營化，車站由西日本旅客鐵道（JR西日本）營運。
- 2007年（平成19年）
  - 6月3日 - 引入可接受ICOCA的自動閘機（日语：自動改札機）。
  - 9月1日 - 此站可以使用ICOCA。
- 2016年（平成28年）4月21日 - 隨著引入CTC[1][2]，閘口與月台設置了LED式列車出發資訊牌。

## 構造

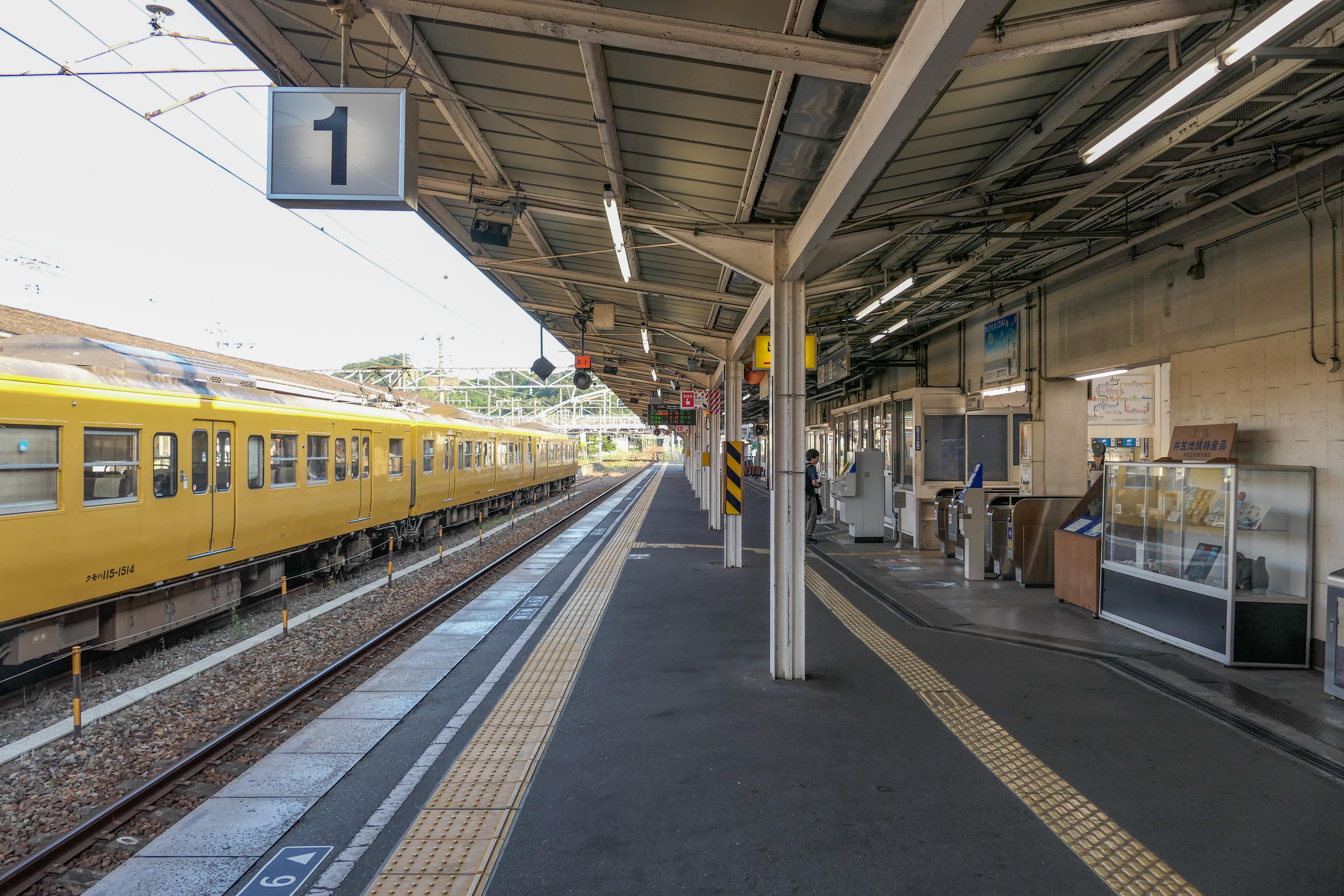
1號月台(2023年7月)

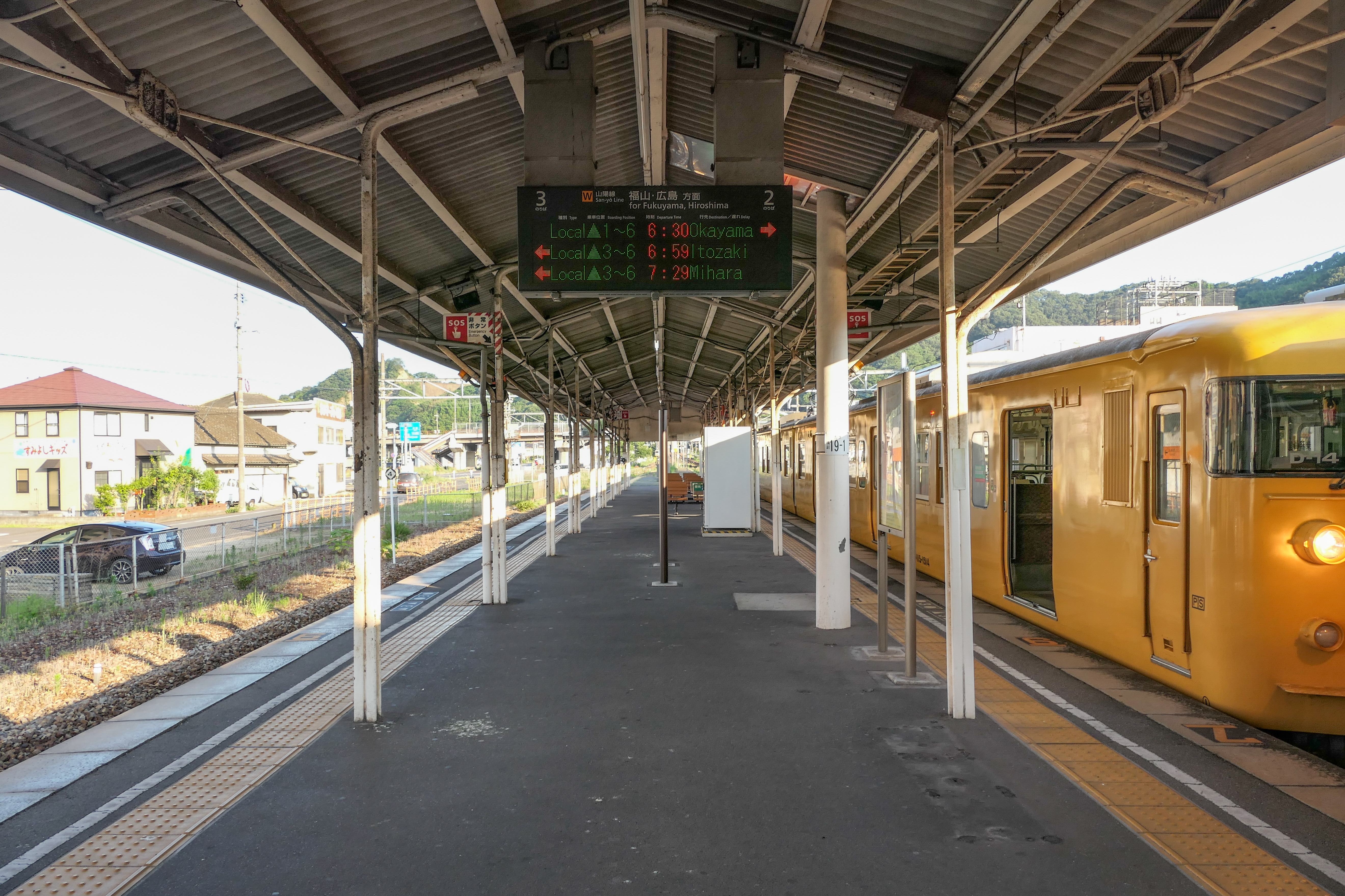
2號與3號月台(2023年7月)

本站為地面車站，設有1面1線的單式月台和1面2線的島式月台。車站大樓位於1號月台側，設有跨線橋連接島式2、3號月台。跨線橋中設有電梯。車站只有北出口（正面出口），若需要前往車站南邊，需從北出口轉右前往行人隧道才到達車站南邊。在2016年度都市計劃中，為了方接前往笠岡港與車站南邊商業設施，開始計劃建設車站南出口。
本站是由新倉敷站管理的直營車站。車站可以使用ICOCA與其互相可以使用的IC卡。此站曾設有供棚車用的貨物月台。

### 月台
| 月台 | 路線     | 上下行 | 方向                 | 備註                       |
| ---- | -------- | ------ | -------------------- | -------------------------- |
| 1    | 山陽本線 | 上行   | 倉敷、岡山方向       |                            |
| 2、3 | 山陽本線 | 下行   | 福山、尾道、廣島方向 | 廣島方向的列車需在糸崎轉乘 |

- 1號月台為上行本線，3號月台為下行本線，2號月台為上下行共用的待避線（中線）。在2009年3月13日前，部分下行普通列車會使用2號月台，並可與「太陽快車」互相接續，在翌日時間表修正日起不再出現這個情況。隨後2號月台只用於上行1班從此站出發的定期旅客快速列車「太陽快車」（新倉敷站以前各站停車），在2015年（平成21年）3月14日時間表條正，該列車延長至從福山站出發。隨後，在2017年3月4日時間表修正中，部分普通列車再可與「太陽快車」互相接續。因此，2、3號月台上會顯示「福山、尾道方向」。
- 進站音樂方面，1號月台曾播放「大島傘舞」，2至3號月台曾播放「加油鱟（第一代）」。在2012年3月，改用了JR西日本標準進站音樂。在同年4月尾再次變更，所有月台的進站音樂先播放「加油鱟（第二代）」，然後才播放JR西日本標準進站音樂。使用「加油鱟」的原因是由於鱟是笠岡市的自然紀念物。

### 內部設施
- 綠色窗口（營業時間：早上4時50分至晚上11時）
- 綠色售票機（日语：みどりの券売機）
- 7-11 Heart·In（日语：ハートイン）JR笠岡站店。從Kiosk (便利商店)翻新而成。
- 投幣式儲物櫃
- Saint Etoile（麵包店）
- 可讓人工肛門對應設備（日语：オストメイト）、輪椅使用的廁所

## 使用狀況
以下為近年1日平均乘車人次：
| 乘車人次轉變 | 乘車人次轉變     |
| 年度         | 1日平均 乘車人次 |
| ------------ | ---------------- |
| 1999         | 4,237            |
| 2000         | 4,010            |
| 2001         | 3,906            |
| 2002         | 3,769            |
| 2003         | 3,773            |
| 2004         | 3,780            |
| 2005         | 3,846            |
| 2006         | 3,834            |
| 2007         | 3,832            |
| 2008         | 3,835            |
| 2009         | 3,661            |
| 2010         | 3,690            |
| 2011         | 3,700            |
| 2012         | 3,697            |
| 2013         | 3,749            |
| 2014         | 3,623            |
| 2015         | 3,618            |
| 2016         | 3,692            |
| 2017         | 3,633            |

## 周邊

### 北邊（正面出口）
- Saint Etoile笠岡站店
- 笠岡市政廳
- 笠岡站前郵局
- 番茄銀行笠岡分店
- 中國銀行笠岡站前分店
- 白木屋（日语：白木屋）笠岡站前店
- 笠岡放送（日语：笠岡放送）　衛星工作室
- 木村屋笠岡站前店
- 笠岡警署（日语：笠岡警察署）笠岡站前崗亭
- Only 1 笠岡站前店（超級市場）
- 站前巴士站（井笠巴士公司（日语：井笠バスカンパニー））、的士站
- 岡山縣道34號笠岡井原線（日语：岡山県道34号笠岡井原線）

### 南邊
- 笠岡海邊商場（日语：笠岡シーサイドモール）
  - THE DAISO
  - Marunaka（日语：マルナカ）笠岡店
  - Satellite笠岡
- 笠岡信用組合（日语：笠岡信用組合）本店
- 三洋汽船（日语：三洋汽船） 笠岡港（前往笠岡諸島方向的碼頭）
- 備中笠岡城（日语：笠岡城）蹟 古城山公園
- 國道2號

## 巴士路線

### 北邊（正面出口）
- 圖例
  - ■ 井笠巴士公司（日语：井笠バスカンパニー）

| 月台號碼 | 路線編號・路線名          | 目的地、方向                                                                       | 備註                                                  |
| -------- | ------------------------- | ---------------------------------------------------------------------------------- | ----------------------------------------------------- |
| 1        | ■向西轉（右回）今井循環線 | 笠高入口、今井小學前、富岡                                                         | 只限平日、星期六服務                                  |
| 1        | ■向東轉（左回）今井循環線 | 笠岡港、富岡、今井小學前                                                           | 只限平日服務                                          |
| 1        | ■笠岡矢掛線               | 笠高入口、追分、吉田、新山、小田東、東川面、井原線矢掛站、矢掛（小林）             |                                                       |
| 1        | ■經大井高地 尾坂線        | 笠高入口、追分、大井南三丁目、吉田、尾坂上                                         | 只限平日服務                                          |
| 2        | ■笠岡井原線               | 笠高入口、追分、山王口、井原站、井原巴士中心、井原市民醫院                         |                                                       |
| 3        | ■2-4 笠岡福山線           | 笠岡市民醫院前、吉濱、篠坂、坪生、浦上、廣尾、奈良津、福山站前                     |                                                       |
| 3        | ■笠岡井原線               | 笠岡市民醫院前、大井高地西、入田農協、廣東                                         |                                                       |
| 3        | ■右回 城見循環線          | 笠岡市民醫院前、笠岡綜合體育公園前、茂平東、城見台團地、生江濱西                   |                                                       |
| 3        | ■左回 城見循環線          | 生江濱西、城見台團地、茂平東、笠岡綜合體育公園前、笠岡市民醫院前                   |                                                       |
| 3        | ■笠岡矢掛線、笠岡井原線   | 笠岡市民醫院                                                                       | 只限平日服務                                          |
| 4        | ■大島線                   | 笠岡港、市民會館、竹喬美術館前、大島小學、竹田、乘時                               | 只限平日、星期六服務                                  |
| 4        | ■右回 神島循環線          | 笠岡港、市民會館、竹喬美術館前、鱟博物館、神島外浦、寺間排水機場                   |                                                       |
| 4        | ■左回 神島循環線          | 笠岡港、市民會館、竹喬美術館前、鱟博物館、寺間排水機場、御手洗池、神島外浦         |                                                       |
| 4        | ■美之濱線                 | 笠岡稅務署前、市民會館、竹喬美術館前、美之濱巴士總站                               |                                                       |
| 4        | ■美之濱線                 | 笠岡稅務署前、市民會館、竹喬美術館前、美之濱巴士總站、鱟博物館、道之驛笠岡海灣農場 | 季節性服務                                            |
| 4        | ■大島中需求的士           | Com Plaza笠岡、正頭中、乘時、松尾                                                  | 預約制合乘的士 只限星期二、三、六運行（假日暫停服務） |
| 4        | ■尾坂需求的士             | 追分、Yoshida齒科前、JA倉敷傘屋北前、尾坂上                                        | 預約制合乘的士 只限星期一、五運行（假日暫停服務）     |

## 其他
- 月台上蓋部分支柱是使用雙頭路軌造成。另外，曾經井笠鐵道輕便鐵道延伸至井原市，在1號月台北邊設有該鐵路的月台，在1971年（昭和46年）廢止。
- 此站與大門站之間近笠岡市吉濱曾計劃開設新車站，但是現時沒有進展。而兩站之間距離達7.1公里[5]。

## 相鄰車站
西日本旅客鐵道
 山陽本線
■普通
里庄－笠岡－大門

### 曾經存在的路線
井笠鐵道
本線
笠岡－鬮場

## 注腳
1. ↑  .   [2020-03-24]. （原始内容存档于2020-03-24）.
2. ↑  .   [2020-03-24]. （原始内容存档于2020-03-24）.
3. ↑  . 岡山縣.   [2019年3月24日]. （原始内容存档于2019年3月24日）.
4. ↑   (PDF). 鞆鐵道株式會社. 2017-04-05  [2018-09-14]. （原始内容 (pdf)存档于2018-08-30） （日语）.
5. ↑  笠岡市 都市計画マスタープラン 第4編第2節 Page75PDF

## 外部連結
- 笠岡｜車站資訊：JR出門網 - 西日本旅客鐵道（日語）